# Ctenus nigromaculatus
Ctenus nigromaculatus är en spindelart som beskrevs av Tord Tamerlan Teodor Thorell 1899. Ctenus nigromaculatus ingår i släktet Ctenus och familjen Ctenidae. Inga underarter finns listade i Catalogue of Life.